# Morti nel 1942
| Questa pagina contiene informazioni ricavate automaticamente dalle voci biografiche con l'ausilio del template Bio e di un bot. L'aggiornamento è periodico e automatico e ricostruisce completamente la pagina. Se manca una persona in questa lista, sei pregato di non aggiungerla, ma accertati piuttosto che la sua voce biografica contenga il template Bio e che i dati anagrafici siano correttamente compilati. Se il template Bio manca, inseriscilo tu stesso o, in alternativa, metti l'avviso {{tmp\|Bio}} che ne segnala la mancanza. Se i dati riportati sono sbagliati, correggi direttamente la voce biografica; le modifiche saranno visibili in questa lista entro pochi giorni. Per chiarimenti vedi il progetto biografie. La lista contiene solo le 1.111 persone che sono citate nell'enciclopedia e per le quali è stato implementato correttamente il template Bio. Pagina aggiornata al 18 ago 2025. |

## Gennaio(75)
- 1º gennaio - Bódog Beck, medico ungherese (n. 1871)
- 1º gennaio - Paul Clairmont, chirurgo austriaco (n. 1875)
- 2 gennaio - Račo Petrov, generale e politico bulgaro (n. 1861)
- 2 gennaio - Ernest Rouart, pittore e incisore francese (n. 1874)
- 2 gennaio - Salvatore Venere, militare italiano (n. 1901)
- 4 gennaio - Arturo Chelini, pittore italiano (n. 1877)
- 4 gennaio - Leon Jessel, compositore tedesco (n. 1871)
- 4 gennaio - Mel Sheppard, mezzofondista statunitense (n. 1883)
- 4 gennaio - Otis Skinner, attore statunitense (n. 1858)
- 5 gennaio - Clarence Gagnon, pittore e incisore canadese (n. 1881)
- 5 gennaio - Tina Modotti, fotografa, attivista e attrice italiana (n. 1896)
- 5 gennaio - Ruben Saillens, pastore protestante e scrittore francese (n. 1855)
- 5 gennaio - Aleksej Maksimovič Smirnov, regista cinematografico russo (n. 1890)
- 5 gennaio - Karel Širok, scrittore e poeta sloveno (n. 1889)
- 6 gennaio - Henri de Baillet-Latour, dirigente sportivo belga (n. 1876)
- 6 gennaio - Aleksandr Romanovič Beljaev, scrittore russo (n. 1884)
- 6 gennaio - Emma Calvé, soprano francese (n. 1858)
- 7 gennaio - Alfred Asikainen, lottatore finlandese (n. 1888)
- 8 gennaio - Alessandro Lazzerini, scultore italiano (n. 1860)
- 8 gennaio - Antonio Ortiz Echague, pittore spagnolo (n. 1883)
- 8 gennaio - Joseph Franklin Rutherford, predicatore e avvocato statunitense (n. 1869)
- 9 gennaio - Heber Doust Curtis, astronomo statunitense (n. 1872)
- 9 gennaio - Paul Maurice Pallary, zoologo francese (n. 1869)
- 9 gennaio - Franz Wenzler, regista tedesco (n. 1893)
- 10 gennaio - Slavoljub Slava Ković, partigiano jugoslavo (n. 1924)
- 11 gennaio - Emanuel Carnevali, poeta e scrittore italiano (n. 1897)
- 12 gennaio - Erbo Graf von Kageneck, aviatore tedesco (n. 1918)
- 12 gennaio - Vladimir Michajlovič Petljakov, ingegnere aeronautico sovietico (n. 1891)
- 12 gennaio - Giuseppe Squillante, ebanista italiano (n. 1867)
- 13 gennaio - Selma Hanimsultan, principessa ottomana (n. 1916)
- 13 gennaio - Eduard von Below, militare tedesco (n. 1856)
- 14 gennaio - Porfirio Barba-Jacob, poeta e scrittore colombiano (n. 1883)
- 14 gennaio - Fred Fisher, cantautore statunitense (n. 1875)
- 14 gennaio - Pёtr Kirillov, attore e regista sovietico (n. 1895)
- 15 gennaio - Léon Marie Dufour, naturalista francese (n. 1861)
- 15 gennaio - Khengarji III, principe indiano (n. 1866)
- 15 gennaio - Domenico Monleone, compositore e direttore d'orchestra italiano (n. 1875)
- 16 gennaio - Vittorio Celotti, scultore italiano (n. 1866)
- 16 gennaio - Carole Lombard, attrice statunitense (n. 1908)
- 16 gennaio - Arturo, duca di Connaught e Strathearn, nobile (n. 1850)
- 17 gennaio - Pirro Bottaro, pittore italiano (n. 1868)
- 17 gennaio - Georg Hirschfeld, scrittore tedesco (n. 1873)
- 17 gennaio - Agostino Laera, vescovo cattolico italiano (n. 1871)
- 17 gennaio - Walter von Reichenau, generale tedesco (n. 1884)
- 17 gennaio - Giacomo Vigliani, prefetto e politico italiano (n. 1862)
- 19 gennaio - Claire Beck Loos, fotografa e scrittrice cecoslovacca (n. 1904)
- 19 gennaio - Mary Gaunt, scrittrice e giornalista australiana (n. 1861)
- 19 gennaio - Jules de Gaultier, filosofo francese (n. 1858)
- 21 gennaio - Vincenzo Galloppi, pittore italiano (n. 1849)
- 21 gennaio - Henryk Opienski, compositore e musicologo polacco (n. 1870)
- 21 gennaio - Giuseppe Torriani, calciatore italiano (n. 1904)
- 22 gennaio - André Bellessort, poeta, saggista e insegnante francese (n. 1866)
- 22 gennaio - Aldo Brandolin, militare italiano (n. 1910)
- 22 gennaio - Jean Offenberg, militare e aviatore belga (n. 1916)
- 22 gennaio - Walter Sickert, pittore inglese (n. 1860)
- 22 gennaio - Xiao Hong, scrittrice cinese (n. 1911)
- 23 gennaio - Franco Pincelli, calciatore italiano (n. 1914)
- 23 gennaio - Luigi Gastone di Sassonia-Coburgo-Koháry, principe (n. 1870)
- 23 gennaio - Nazareno Strampelli, agronomo, genetista e politico italiano (n. 1866)
- 25 gennaio - Eugène Dévaud, pedagogista svizzero (n. 1876)
- 25 gennaio - Gerard Philips, imprenditore olandese (n. 1858)
- 26 gennaio - Felix Hausdorff, matematico tedesco (n. 1868)
- 26 gennaio - Edward Lyttelton, calciatore inglese (n. 1855)
- 27 gennaio - Siegfried Gumbel, giurista tedesco (n. 1874)
- 28 gennaio - Kaarel Eenpalu, politico e giornalista estone (n. 1888)
- 28 gennaio - Edward Siegler, ginnasta e multiplista statunitense (n. 1881)
- 28 gennaio - Alfonso De Albentiis, ingegnere italiano (n. 1871)
- 29 gennaio - Viktor Esbensen, navigatore e esploratore norvegese (n. 1881)
- 30 gennaio - Enrico Bertarelli, militare italiano (n. 1906)
- 30 gennaio - Lucile Fain, golfista francese (n. 1867)
- 30 gennaio - Vladimir Sergeevič Ignatovskij, fisico sovietico (n. 1875)
- 31 gennaio - Carl Gassner, medico e inventore tedesco (n. 1855)
- 31 gennaio - Otto Kern, archeologo, filologo classico e epigrafista tedesco (n. 1863)
- 31 gennaio - Nikola Mušmov, numismatico e museologo bulgaro (n. 1869)
- 31 gennaio - Rolf Wenkhaus, attore tedesco (n. 1917)

## Febbraio(69)
- 1º febbraio - Luigi Caneppele, aviatore e militare italiano (n. 1913)
- 1º febbraio - Constantin Henriquez, rugbista a 15 haitiano (n. 1880)
- 1º febbraio - Filiberto Mateldi, disegnatore, illustratore e pittore italiano (n. 1882)
- 1º febbraio - Gioacchino Mecheri, avvocato, produttore cinematografico e politico italiano (n. 1876)
- 2 febbraio - Ado Birk, politico, avvocato e diplomatico estone (n. 1883)
- 2 febbraio - Leonetto Cappiello, pubblicitario, illustratore e pittore italiano (n. 1875)
- 2 febbraio - Daniil Charms, scrittore, poeta e drammaturgo sovietico (n. 1905)
- 2 febbraio - Otto Krappan, allenatore di calcio ungherese (n. 1886)
- 2 febbraio - François Rom, schermidore belga (n. 1882)
- 4 febbraio - Gino Olivetti, avvocato, economista e politico italiano (n. 1880)
- 5 febbraio - Paul Auguste Danguy, botanico francese (n. 1862)
- 5 febbraio - Nicola Guerra, ballerino italiano (n. 1865)
- 6 febbraio - Jacob Merkelbach, fotografo olandese (n. 1877)
- 6 febbraio - Mario Savini, militare italiano (n. 1915)
- 7 febbraio - Ivan Jakovlevič Bilibin, pittore e illustratore russo (n. 1876)
- 7 febbraio - Roberto Maretto, aviatore italiano (n. 1892)
- 7 febbraio - Dorando Pietri, maratoneta e mezzofondista italiano (n. 1885)
- 8 febbraio - Salomone Morpurgo, bibliotecario e filologo italiano (n. 1860)
- 8 febbraio - Fritz Todt, ingegnere e generale tedesco (n. 1891)
- 9 febbraio - Anna Klumpke, pittrice statunitense (n. 1856)
- 9 febbraio - Ernst August Weiss, matematico tedesco (n. 1900)
- 10 febbraio - Bernardo Attolico, diplomatico e nobile italiano (n. 1880)
- 10 febbraio - Alice Hegan Rice, scrittrice statunitense (n. 1870)
- 10 febbraio - Dmitrij Lagunov, calciatore russo (n. 1888)
- 11 febbraio - Antoine Marfan, pediatra francese (n. 1858)
- 11 febbraio - Ugo Pasquale Mifsud, politico maltese (n. 1889)
- 11 febbraio - Egbert van Kampen, matematico olandese (n. 1908)
- 12 febbraio - Eugene Esmonde, militare e aviatore inglese (n. 1909)
- 12 febbraio - John Alexander French, militare australiano (n. 1914)
- 12 febbraio - Avraham Stern, militare e poeta israeliano (n. 1907)
- 12 febbraio - Grant Wood, pittore statunitense (n. 1891)
- 13 febbraio - Frederick Nutter Chasen, zoologo britannico (n. 1896)
- 13 febbraio - Epitácio Pessoa, giurista e politico brasiliano (n. 1865)
- 13 febbraio - Nikolaj Šubossinni, insegnante, scrittore e traduttore russo (n. 1889)
- 14 febbraio - Glover Morrill Allen, zoologo statunitense (n. 1879)
- 14 febbraio - Edgar Chadwick, allenatore di calcio e calciatore inglese (n. 1869)
- 14 febbraio - Mirosław Ferić, militare e aviatore polacco (n. 1915)
- 14 febbraio - Virginio Monti, pittore italiano (n. 1852)
- 14 febbraio - Thomas Wilkinson, militare britannico (n. 1898)
- 16 febbraio - Ettore Arrigoni degli Oddi, ornitologo e naturalista italiano (n. 1867)
- 16 febbraio - Giovanni Bartolena, pittore italiano (n. 1866)
- 16 febbraio - Achille Brioschi, imprenditore e politico italiano (n. 1860)
- 17 febbraio - Evgenij Veniaminovič Červjakov, attore e regista cinematografico russo (n. 1899)
- 20 febbraio - Donato Briscese, militare italiano (n. 1918)
- 20 febbraio - Hamad ibn Isa Al Khalifa, sovrano bahreinita (n. 1872)
- 20 febbraio - Annie Vivanti, scrittrice e poetessa italiana (n. 1866)
- 21 febbraio - Massimiliano Custoza, militare italiano (n. 1897)
- 21 febbraio - Heinz Hitler, militare tedesco (n. 1920)
- 21 febbraio - Filippo Nicolai, militare italiano (n. 1916)
- 21 febbraio - Olena Teliha, poetessa e attivista ucraina (n. 1906)
- 22 febbraio - Carlo Nigra, architetto italiano (n. 1856)
- 22 febbraio - Eduard Profittlich, arcivescovo cattolico e gesuita tedesco (n. 1890)
- 22 febbraio - Stefan Zweig, scrittore, drammaturgo e giornalista austriaco (n. 1881)
- 23 febbraio - Jurij Kondratjuk, ingegnere e matematico sovietico (n. 1897)
- 24 febbraio - Anton Drexler, politico tedesco (n. 1884)
- 24 febbraio - Andrew H. Longino, politico statunitense (n. 1854)
- 24 febbraio - Mario Meneghetti, calciatore italiano (n. 1893)
- 24 febbraio - Fernand Piet, pittore francese (n. 1869)
- 26 febbraio - Tommaso Pio Boggiani, cardinale e arcivescovo cattolico italiano (n. 1863)
- 26 febbraio - Thomas W. Lamb, architetto scozzese (n. 1870)
- 26 febbraio - Francesco Nobilioni, politico, diplomatico e imprenditore italiano (n. 1847)
- 26 febbraio - William Palmer, II conte di Selborne, nobile e politico inglese (n. 1859)
- 27 febbraio - Bruno Bauch, filosofo tedesco (n. 1877)
- 27 febbraio - Elisabeth Freeman, attivista statunitense (n. 1876)
- 27 febbraio - Philippus Bernardus Maria van Straelen, militare olandese (n. 1894)
- 28 febbraio - Gino Alfani, politico italiano (n. 1866)
- 28 febbraio - Karel Doorman, ammiraglio e militare olandese (n. 1889)
- 28 febbraio - Eugène Lacomblé, militare olandese (n. 1896)
- 28 febbraio - Giuseppe Ferdinando d'Asburgo-Lorena, nobile (n. 1872)

## Marzo(77)
- 2 marzo - Charlie Christian, chitarrista statunitense (n. 1916)
- 2 marzo - Filippo Crispolti, giornalista, scrittore e politico italiano (n. 1857)
- 2 marzo - Said Hajji, giornalista e attivista marocchino (n. 1912)
- 2 marzo - Konrad Miersch, pentatleta tedesco (n. 1907)
- 3 marzo - Nilo Borgia, monaco cristiano italiano (n. 1870)
- 3 marzo - Hugo Mantel, calciatore tedesco (n. 1907)
- 3 marzo - Yvonne Prévost, tennista francese (n. 1878)
- 3 marzo - Amedeo di Savoia-Aosta, generale e aviatore italiano (n. 1898)
- 4 marzo - Vittorio Ducrot, imprenditore, designer e politico italiano (n. 1867)
- 5 marzo - Hermann Gramlich, calciatore tedesco (n. 1913)
- 5 marzo - Dmitrij Pavlovič Romanov, nobile russo (n. 1891)
- 6 marzo - Edmondo Peluso, giornalista e antifascista italiano (n. 1882)
- 6 marzo - Johan Jasper Abraham van Staveren, ammiraglio olandese (n. 1889)
- 7 marzo - Sergej Belavenec, scacchista sovietico (n. 1910)
- 7 marzo - Konstantyn Dominik, vescovo cattolico polacco (n. 1870)
- 7 marzo - Zenel Hajdini, partigiano jugoslavo (n. 1910)
- 7 marzo - Lucy Parsons, sindacalista statunitense (n. 1851)
- 7 marzo - Tony Sarg, artista, illustratore e burattinaio statunitense (n. 1880)
- 8 marzo - Giuseppe Beneduce, avvocato e politico italiano (n. 1877)
- 8 marzo - José Raúl Capablanca, scacchista cubano (n. 1888)
- 8 marzo - Umberto Casilini, attore teatrale e attore cinematografico italiano (n. 1880)
- 10 marzo - William Henry Bragg, fisico e chimico britannico (n. 1862)
- 10 marzo - Erkki Lindén, cestista finlandese (n. 1921)
- 10 marzo - Wilbur Scoville, farmacista statunitense (n. 1865)
- 11 marzo - Mildred Mansel, attivista inglese (n. 1868)
- 11 marzo - Enric Morera i Viura, compositore spagnolo (n. 1865)
- 11 marzo - Arturo Rossato, giornalista, commediografo e librettista italiano (n. 1882)
- 12 marzo - Robert Bosch, imprenditore e inventore tedesco (n. 1861)
- 13 marzo - Guy Dollman, zoologo britannico (n. 1886)
- 15 marzo - Olga Alkalaj, avvocata e partigiana jugoslava (n. 1907)
- 15 marzo - Emile Duson, hockeista su prato olandese (n. 1904)
- 15 marzo - Arthur Heygate Mackmurdo, architetto e designer inglese (n. 1851)
- 15 marzo - Alexander von Zemlinsky, compositore e direttore d'orchestra austriaco (n. 1871)
- 16 marzo - Giovanni Battista Bagnasco, calciatore italiano (n. 1896)
- 16 marzo - John Stewart-Murray, VIII duca di Atholl, generale britannico (n. 1871)
- 16 marzo - August von Gödrich, ciclista su strada tedesco (n. 1859)
- 17 marzo - Nada Dimić, partigiana jugoslava (n. 1923)
- 17 marzo - Julio González, scultore e pittore spagnolo (n. 1876)
- 17 marzo - Luigi Macchi, politico italiano (n. 1871)
- 17 marzo - Josef Svatopluk Machar, poeta e saggista ceco (n. 1864)
- 17 marzo - Argo Secondari, politico, anarchico e antifascista italiano (n. 1895)
- 17 marzo - Tani Yutaka, agente segreto giapponese (n. 1911)
- 18 marzo - Natal'ja Dan'ko, scultrice russa (n. 1892)
- 18 marzo - Albert Egbert, attore e sceneggiatore britannico
- 19 marzo - Clinton Hart Merriam, zoologo, ornitologo e entomologo statunitense (n. 1855)
- 19 marzo - Jan Włodarkiewicz, militare polacco (n. 1900)
- 20 marzo - Theodoro Valcárcel, compositore peruviano (n. 1900)
- 21 marzo - Ol'ha Julianivna Kobyljans'ka, scrittrice ucraina (n. 1863)
- 21 marzo - Václav Morávek, generale e partigiano cecoslovacco (n. 1904)
- 21 marzo - Giuseppe Sgariglia, militare italiano (n. 1915)
- 22 marzo - Birger Cederin, schermidore svedese (n. 1895)
- 22 marzo - Frederick Cuming, crickettista britannico (n. 1875)
- 22 marzo - Ernst Fabricius, storico e archeologo tedesco (n. 1857)
- 22 marzo - Fausto Ghigliotti, calciatore italiano (n. 1876)
- 22 marzo - Michail Ruščinskij, calciatore sovietico (n. 1895)
- 22 marzo - Aleksandr Aleksandrovič Volkov, regista cinematografico russo (n. 1865)
- 23 marzo - Marcelo Torcuato de Alvear, politico argentino (n. 1868)
- 23 marzo - Costanzo Casana, militare e marinaio italiano (n. 1900)
- 23 marzo - Francesco Dell'Anno, militare e marinaio italiano (n. 1902)
- 23 marzo - Victor Margueritte, scrittore francese (n. 1866)
- 23 marzo - Jan Olieslagers, militare e aviatore belga (n. 1883)
- 23 marzo - Franz Walter Stahlecker, generale tedesco (n. 1900)
- 24 marzo - Mathieu Cordang, ciclista su strada e pistard olandese (n. 1869)
- 25 marzo - William Carr, canottiere britannico (n. 1876)
- 25 marzo - Ivan Karpovič Golubec, marinaio sovietico (n. 1916)
- 26 marzo - Gustav Hinrichs, direttore d'orchestra e compositore statunitense (n. 1850)
- 26 marzo - Alojzije Stjepan Mišić, vescovo cattolico bosniaco (n. 1859)
- 26 marzo - Sigurd Wathne, calciatore norvegese (n. 1898)
- 26 marzo - Carolyn Wells, scrittrice e poetessa statunitense (n. 1862)
- 28 marzo - Charlotte Burton, attrice statunitense (n. 1881)
- 28 marzo - Miguel Hernández, poeta e drammaturgo spagnolo (n. 1910)
- 29 marzo - Wolfgang Kusserow, tedesco (n. 1922)
- 30 marzo - Hans Andersen Brendekilde, pittore danese (n. 1857)
- 30 marzo - Giovanni Gentile, fisico italiano (n. 1906)
- 30 marzo - Aurelio Manaresi, dirigente d'azienda e politico italiano (n. 1895)
- 31 marzo - Ed Brady, attore statunitense (n. 1889)
- 31 marzo - Edwin McKim, regista, sceneggiatore e attore statunitense (n. 1868)

## Aprile(72)
- 1º aprile - Vittore Raccanelli, ufficiale italiano (n. 1904)
- 2 aprile - Gaetano Canelles, poeta e magistrato italiano (n. 1876)
- 2 aprile - Matti Markkanen, ginnasta finlandese (n. 1887)
- 3 aprile - Paul Gilson, compositore belga (n. 1865)
- 3 aprile - René Lunden, bobbista belga (n. 1902)
- 4 aprile - Vittorio Baravalle, compositore italiano (n. 1855)
- 4 aprile - George Cowl, attore e regista inglese (n. 1878)
- 4 aprile - Carl Jensen, lottatore danese (n. 1882)
- 7 aprile - Giuseppe Gabrieli, orientalista e bibliotecario italiano (n. 1872)
- 7 aprile - Mathurin Guillemé, missionario e vescovo cattolico francese (n. 1859)
- 7 aprile - Franz Scheidies, generale tedesco (n. 1890)
- 8 aprile - Arthur Housman, attore statunitense (n. 1889)
- 8 aprile - Alfred Mombert, poeta, scrittore e drammaturgo tedesco (n. 1872)
- 8 aprile - Manlio Pastorini, ginnasta italiano (n. 1879)
- 8 aprile - Giovanni Scarabelli, scultore e pittore italiano (n. 1874)
- 9 aprile - Vincenzo Lodigiani, imprenditore e ingegnere italiano (n. 1875)
- 10 aprile - Simon Orlik, nuotatore austriaco (n. 1876)
- 10 aprile - Bonifacio Zukowski, religioso polacco (n. 1913)
- 11 aprile - Ewald von Lochow, generale tedesco (n. 1855)
- 11 aprile - Giorgio Martucciello, militare e aviatore italiano (n. 1918)
- 11 aprile - Henry Prunières, musicologo francese (n. 1886)
- 11 aprile - Bruno Spitzl, aviatore e militare italiano (n. 1918)
- 12 aprile - Vincenzo De Simone, poeta italiano (n. 1879)
- 12 aprile - Egidio Gennari, politico italiano (n. 1876)
- 12 aprile - Arnold Keppel, VIII conte di Albemarle, politico e ufficiale inglese (n. 1858)
- 13 aprile - Julija Nikolaevna Danzas, filosofa, teologa e storica russa (n. 1879)
- 13 aprile - Anton Schmid, militare austriaco (n. 1900)
- 14 aprile - Gerhard Berthold, generale tedesco (n. 1891)
- 14 aprile - Luigi Cavaglià, militare italiano (n. 1920)
- 14 aprile - Hugh S. Johnson, ufficiale statunitense (n. 1882)
- 14 aprile - Leonid Alekseevič Kulik, scienziato e mineralogista russo (n. 1883)
- 14 aprile - Aleksandr Germanovič Prejs, scrittore, drammaturgo e librettista sovietico (n. 1905)
- 14 aprile - Gustav Tiefenthaler, lottatore statunitense (n. 1886)
- 15 aprile - František Mareš, calciatore cecoslovacco (n. 1910)
- 15 aprile - Robert Musil, scrittore e drammaturgo austriaco (n. 1880)
- 15 aprile - Joshua Pim, tennista irlandese (n. 1869)
- 16 aprile - Denis St. George Daly, giocatore di polo irlandese (n. 1862)
- 16 aprile - Alessandra di Sassonia-Coburgo-Gotha, principessa inglese (n. 1878)
- 17 aprile - Alfred Hertz, direttore d'orchestra tedesco (n. 1872)
- 17 aprile - Sam Hollis, allenatore di calcio inglese (n. 1866)
- 17 aprile - Jean Baptiste Perrin, fisico francese (n. 1870)
- 17 aprile - Dmitrij Ušakov, filologo e lessicografo russo (n. 1873)
- 18 aprile - Leonid Ivanovič Kubbel', scacchista e compositore di scacchi russo (n. 1891)
- 18 aprile - Gertrude Vanderbilt Whitney, scultrice statunitense (n. 1875)
- 19 aprile - Michail Grigor'evič Efremov, generale sovietico (n. 1897)
- 20 aprile - Ludwig Berwald, matematico tedesco (n. 1883)
- 20 aprile - Giovanni Guiducci, militare e aviatore italiano (n. 1916)
- 20 aprile - Jüri Jaakson, politico e manager estone (n. 1870)
- 20 aprile - Louis Perceau, scrittore, bibliografo e poeta francese (n. 1883)
- 21 aprile - Ercole Rossi, militare italiano (n. 1899)
- 21 aprile - Pio Viale, militare italiano (n. 1895)
- 22 aprile - Erich Albrecht, calciatore tedesco (n. 1889)
- 22 aprile - Carl Dorno, naturalista tedesco (n. 1865)
- 23 aprile - Olga Benário, politica tedesca (n. 1908)
- 24 aprile - Louis Bernacchi, fisico, astronomo e esploratore belga (n. 1876)
- 24 aprile - Herbert Dill, marciatore tedesco (n. 1908)
- 24 aprile - Lucy Maud Montgomery, scrittrice canadese (n. 1874)
- 24 aprile - Egon Parbo, calciatore estone (n. 1910)
- 24 aprile - Hjalmar Saxtorph, nuotatore danese (n. 1883)
- 24 aprile - Lea Schiavi, giornalista italiana (n. 1907)
- 24 aprile - Karl Schneller, militare austro-ungarico (n. 1878)
- 26 aprile - Romà Forns, allenatore di calcio e calciatore spagnolo (n. 1885)
- 26 aprile - Lionello Perera, banchiere e filantropo italiano (n. 1871)
- 27 aprile - Heinrich Burger, pattinatore artistico su ghiaccio tedesco (n. 1881)
- 27 aprile - Ashton Dearholt, attore e produttore cinematografico statunitense (n. 1894)
- 27 aprile - Emil von Sauer, pianista e compositore tedesco (n. 1862)
- 27 aprile - Antonio Zotti, militare e marinaio italiano (n. 1880)
- 28 aprile - Slavin Cindrić, calciatore jugoslavo (n. 1901)
- 28 aprile - Burr McIntosh, attore, scrittore e fotografo statunitense (n. 1862)
- 28 aprile - Ottmar Weiss, compositore di scacchi austriaco (n. 1861)
- 30 aprile - Guglielmo d'Assia-Philippsthal-Barchfeld, nobile (n. 1905)
- 30 aprile - Gioacchino Luigi Mellucci, ingegnere italiano (n. 1874)

## Maggio(79)
- 1º maggio - Delfino Cinelli, scrittore e traduttore italiano (n. 1889)
- 1º maggio - Charles Stevens, lottatore statunitense (n. 1884)
- 2 maggio - Malcolm Duncan, attore teatrale statunitense (n. 1881)
- 3 maggio - Brancaleone Cugusi, pittore italiano (n. 1903)
- 3 maggio - Jānis Rozītis, calciatore lettone (n. 1913)
- 3 maggio - Thorvald Stauning, politico danese (n. 1873)
- 3 maggio - Pierre Versteegh, cavaliere olandese (n. 1888)
- 4 maggio - Fritz von Loßberg, generale tedesco (n. 1868)
- 4 maggio - William A. Williams, attore cinematografico statunitense (n. 1870)
- 5 maggio - Hermann von der Lieth-Thomsen, generale tedesco (n. 1867)
- 5 maggio - Edoardo Salazar, militare e politico italiano (n. 1868)
- 5 maggio - Qemal Stafa, politico albanese (n. 1920)
- 5 maggio - Aldo Turinetto, militare italiano (n. 1919)
- 7 maggio - Tommaso Latini, militare italiano (n. 1893)
- 7 maggio - Edgars Rūja, cestista e calciatore lettone (n. 1911)
- 7 maggio - Felix Weingartner, compositore e direttore d'orchestra austriaco (n. 1863)
- 8 maggio - Herbert George Dymott, militare britannico (n. 1906)
- 9 maggio - Sybill Morel, attrice tedesca (n. 1892)
- 9 maggio - Gustav von Rohden, teologo tedesco (n. 1855)
- 10 maggio - Jacky Carr, allenatore di calcio e calciatore inglese (n. 1892)
- 10 maggio - Dimitrios Petrokokkinis, tennista greco (n. 1878)
- 12 maggio - Tancrède Bastet, pittore francese (n. 1858)
- 12 maggio - Raymond Lee Ditmars, erpetologo e zoologo statunitense (n. 1876)
- 13 maggio - Josette Andriot, attrice francese (n. 1886)
- 13 maggio - Mario Betti, chimico italiano (n. 1875)
- 13 maggio - Toshiaki Honda, aviatore e militare giapponese (n. 1919)
- 14 maggio - Frank Churchill, compositore statunitense (n. 1901)
- 15 maggio - Bruno Castagna, militare italiano (n. 1908)
- 15 maggio - Felix De Roy, giornalista e astronomo belga (n. 1883)
- 16 maggio - Guido Liuzzi, generale italiano (n. 1866)
- 16 maggio - Bronisław Malinowski, antropologo e sociologo polacco (n. 1884)
- 16 maggio - Augustinas Voldemaras, politico lituano (n. 1883)
- 18 maggio - Angelo Dall'Oca Bianca, pittore italiano (n. 1858)
- 18 maggio - Leonardo Paterna Baldizzi, architetto italiano (n. 1868)
- 18 maggio - Bice Piacentini, poetessa italiana (n. 1856)
- 19 maggio - Alfred Baudrillart, cardinale e arcivescovo cattolico francese (n. 1859)
- 19 maggio - Filippo Cremonesi, banchiere e politico italiano (n. 1872)
- 19 maggio - Joseph Larmor, fisico e matematico irlandese (n. 1857)
- 19 maggio - Marcus Ward Lyon, zoologo e biologo statunitense (n. 1875)
- 19 maggio - Arthur Edward Waite, mistico e esoterista statunitense (n. 1857)
- 20 maggio - Nini Roll Anker, scrittrice norvegese (n. 1873)
- 20 maggio - John Goodall, calciatore e allenatore di calcio inglese (n. 1863)
- 20 maggio - Hector Guimard, architetto francese (n. 1867)
- 20 maggio - Leonida Mastrodicasa, anarchico italiano (n. 1888)
- 21 maggio - George Antonius, storico libanese (n. 1891)
- 22 maggio - Domenico Farinati, organaro italiano (n. 1857)
- 22 maggio - Stjepan Filipović, partigiano jugoslavo (n. 1916)
- 23 maggio - Henrik Agersborg, velista norvegese (n. 1872)
- 23 maggio - Charles Robert Ashbee, architetto, designer e decoratore britannico (n. 1863)
- 23 maggio - Aleksandrs Haldejevs, calciatore lettone (n. 1919)
- 23 maggio - Georges Politzer, filosofo francese (n. 1903)
- 23 maggio - Panagiōtīs Toundas, musicista, compositore e produttore discografico greco (n. 1886)
- 24 maggio - Ivan Horbačevs'kyj, chimico ucraino (n. 1854)
- 24 maggio - William MacKinnon, calciatore scozzese (n. 1852)
- 24 maggio - Paola Marchetti, compositrice e pianista italiana (n. 1904)
- 25 maggio - Giovanni Bassi, ciclista su strada italiano (n. 1894)
- 25 maggio - Emanuel Feuermann, violoncellista austriaco (n. 1902)
- 25 maggio - Hugo Freund, orafo ceco (n. 1879)
- 25 maggio - Ēriks Raisters, calciatore lettone (n. 1915)
- 26 maggio - Libero Bovio, poeta, scrittore e drammaturgo italiano (n. 1883)
- 26 maggio - Lambert Ehrlich, teologo e etnologo sloveno (n. 1878)
- 26 maggio - Emil Ernst, astronomo tedesco (n. 1889)
- 26 maggio - Vezio Orazi, militare, prefetto e dirigente sportivo italiano (n. 1904)
- 26 maggio - Frederick Ruckstull, scultore e critico d'arte statunitense (n. 1853)
- 26 maggio - Annibale Sterzi, militare e aviatore italiano (n. 1915)
- 27 maggio - Chen Duxiu, politico cinese (n. 1879)
- 27 maggio - Aldo Maria Scalise, militare italiano (n. 1919)
- 27 maggio - Giovanni Secchiaroli, militare italiano (n. 1923)
- 28 maggio - Giulio Bertoni, linguista, filologo e critico letterario italiano (n. 1878)
- 28 maggio - Władysław Karaś, tiratore a segno polacco (n. 1893)
- 28 maggio - Corrado Viali, militare italiano (n. 1918)
- 29 maggio - Giuseppe Albanese Ruffo, militare italiano (n. 1915)
- 29 maggio - John Barrymore, attore statunitense (n. 1882)
- 29 maggio - Icilio Calzecchi Onesti, militare italiano (n. 1911)
- 29 maggio - René Georges Weill, militare francese (n. 1908)
- 29 maggio - Akiko Yosano, scrittrice e poetessa giapponese (n. 1878)
- 30 maggio - Fred Spackman, calciatore britannico (n. 1878)
- 31 maggio - Charles Charlemont, artista marziale francese (n. 1862)
- 31 maggio - Leslie Thomas Manser, militare e aviatore britannico (n. 1922)

## Giugno(98)
- 1º giugno - Arkadij Ivanovič Aris, scrittore e critico letterario russo (n. 1901)
- 1º giugno - Edwin C. Hahn, ingegnere statunitense (n. 1888)
- 1º giugno - Vladislav Vančura, poeta e scrittore ceco (n. 1891)
- 1º giugno - Johann Weinberg, calciatore austriaco (n. 1888)
- 2 giugno - Bunny Berigan, trombettista e cantante statunitense (n. 1908)
- 3 giugno - Attilio Friggeri, medico, militare e nuotatore italiano (n. 1915)
- 3 giugno - Ormi Hawley, attrice statunitense (n. 1889)
- 3 giugno - Bengt Heyman, velista svedese (n. 1883)
- 4 giugno - Eusebio Ayala, insegnante e politico paraguaiano (n. 1875)
- 4 giugno - Lofton R. Henderson, aviatore statunitense (n. 1903)
- 4 giugno - Reinhard Heydrich, generale e poliziotto tedesco (n. 1904)
- 4 giugno - Jisaku Okada, ammiraglio giapponese (n. 1893)
- 4 giugno - Floyd B. Parks, aviatore statunitense (n. 1911)
- 4 giugno - Joichi Tomonaga, aviatore giapponese (n. 1911)
- 4 giugno - John C. Waldron, aviatore statunitense (n. 1900)
- 5 giugno - Virginia Lee Corbin, attrice statunitense (n. 1910)
- 5 giugno - Richard Eugene Fleming, militare e aviatore statunitense (n. 1917)
- 5 giugno - Francesco Manfra, militare italiano (n. 1913)
- 5 giugno - Tamon Yamaguchi, ammiraglio giapponese (n. 1892)
- 6 giugno - George Reisner, egittologo statunitense (n. 1867)
- 6 giugno - Harald Tammer, giornalista, sollevatore e pesista estone (n. 1899)
- 7 giugno - Jean Dunand, artista svizzero (n. 1877)
- 7 giugno - Bruno Sorich, canottiere italiano (n. 1904)
- 7 giugno - Gustav Wegner, astista tedesco (n. 1903)
- 8 giugno - Daniele de Strobel, pittore italiano (n. 1873)
- 8 giugno - Henryk Szaro, regista e sceneggiatore polacco (n. 1900)
- 9 giugno - Joseph Corrigan, vescovo cattolico statunitense (n. 1879)
- 9 giugno - František Erben, ginnasta boemo (n. 1874)
- 11 giugno - Armando Albano, cestista brasiliano (n. 1909)
- 11 giugno - Michael Kitzelmann, militare tedesco (n. 1917)
- 12 giugno - Leon De La Mothe, regista, attore e sceneggiatore statunitense (n. 1880)
- 12 giugno - John Gray, mezzofondista statunitense (n. 1894)
- 12 giugno - Anna Vasil'evna Jakimova, rivoluzionaria russa (n. 1856)
- 12 giugno - Laura Papo Bohoreta, scrittrice e traduttrice bosniaca (n. 1891)
- 12 giugno - Margaret Turnbull, sceneggiatrice e commediografa scozzese (n. 1872)
- 13 giugno - Janez Porenta, ginnasta sloveno (n. 1896)
- 14 giugno - Alberto Brondi, militare e aviatore italiano (n. 1915)
- 14 giugno - Bruno Castro, militare e aviatore italiano (n. 1918)
- 14 giugno - Giorgio Compiani, militare e aviatore italiano (n. 1915)
- 14 giugno - Giovanni Farina, militare e aviatore italiano (n. 1901)
- 14 giugno - Eugenie Goldstern, etnologa austriaca (n. 1884)
- 14 giugno - Mario Ingrellini, militare e aviatore italiano (n. 1915)
- 14 giugno - Mario Turba, militare e aviatore italiano (n. 1909)
- 14 giugno - Heinrich Vogeler, pittore, architetto e poeta tedesco (n. 1872)
- 14 giugno - Werner Widmayer, calciatore tedesco (n. 1909)
- 15 giugno - Giuseppe Bignami, militare e marinaio italiano (n. 1917)
- 15 giugno - Mario D'Agostini, ufficiale e aviatore italiano (n. 1914)
- 15 giugno - Stanislao Esposito, militare italiano (n. 1898)
- 15 giugno - Vera Nikolaevna Figner, rivoluzionaria russa (n. 1852)
- 15 giugno - Huberht Hudson, esploratore, marinaio e militare britannico (n. 1886)
- 15 giugno - Lelio Silva, militare e aviatore italiano (n. 1915)
- 15 giugno - Raimondo Targetti, imprenditore e politico italiano (n. 1869)
- 15 giugno - Achille Zezon, aviatore e ufficiale italiano (n. 1918)
- 16 giugno - Rudolf Besier, drammaturgo inglese (n. 1878)
- 16 giugno - Sante Dorigo, militare italiano (n. 1892)
- 16 giugno - Karel Pařík, architetto ceco (n. 1857)
- 17 giugno - Else Feldmann, giornalista, scrittrice e drammaturga austriaca (n. 1884)
- 17 giugno - Otto Herschmann, schermidore e nuotatore austriaco (n. 1877)
- 17 giugno - John W. Smith, politico statunitense (n. 1882)
- 18 giugno - Jozef Gabčík, militare e partigiano cecoslovacco (n. 1912)
- 18 giugno - Adolf Hühnlein, politico e militare tedesco (n. 1881)
- 18 giugno - Jan Kubiš, militare e partigiano cecoslovacco (n. 1913)
- 18 giugno - Adolf Opálka, militare e partigiano cecoslovacco (n. 1915)
- 18 giugno - Daniel Alomía Robles, compositore e etnomusicologo peruviano (n. 1871)
- 18 giugno - Arthur Pryor, trombonista e compositore statunitense (n. 1869)
- 19 giugno - Ahmad II ibn Ali, sovrano tunisino (n. 1862)
- 19 giugno - Alexandre Eugène Dufour, fisico francese (n. 1875)
- 19 giugno - Alois Eliáš, generale e politico cecoslovacco (n. 1890)
- 19 giugno - Frank Irons, lunghista, triplista e altista statunitense (n. 1886)
- 19 giugno - Teófilo Yldefonso, nuotatore filippino (n. 1903)
- 20 giugno - Giovanni Leccis, militare italiano (n. 1921)
- 21 giugno - Ettore Bisagno, militare italiano (n. 1917)
- 21 giugno - Giovanni XIX di Alessandria, vescovo cristiano orientale egiziano (n. 1855)
- 21 giugno - Livio Pentimalli, militare italiano (n. 1921)
- 22 giugno - Enea Bortolotti, matematico italiano (n. 1896)
- 23 giugno - Andy Ducat, calciatore, allenatore di calcio e crickettista inglese (n. 1886)
- 24 giugno - Karl Aschoff, medico tedesco (n. 1866)
- 25 giugno - Gordon Cummins, assassino seriale britannico (n. 1914)
- 25 giugno - Hans Lietzmann, teologo e filologo tedesco (n. 1875)
- 25 giugno - Maria della Trinità, religiosa e mistica sudafricana (n. 1901)
- 26 giugno - Ettore Baldassarre, generale italiano (n. 1883)
- 26 giugno - Charles De Grave Sells, designer e dirigente sportivo inglese (n. 1856)
- 26 giugno - Antonio Larsimont Pergameni, militare e aviatore italiano (n. 1912)
- 26 giugno - Carola Neher, attrice teatrale tedesca (n. 1900)
- 26 giugno - Elena Konstantinovna Stempkovskaja, militare sovietica (n. 1921)
- 27 giugno - Zamuels Garbers, calciatore lettone (n. 1914)
- 27 giugno - Vittorio Trucchi, militare italiano (n. 1896)
- 27 giugno - Romolo Turra, calciatore italiano (n. 1899)
- 28 giugno - Rita Brunetti, fisica italiana (n. 1890)
- 28 giugno - Janka Kupała, poeta e scrittore bielorusso (n. 1882)
- 28 giugno - Riccardo Simonini, pediatra e epidemiologo italiano (n. 1865)
- 29 giugno - James W. Horne, regista cinematografico, sceneggiatore e attore statunitense (n. 1881)
- 29 giugno - Francesco Scaduto, giurista e politico italiano (n. 1858)
- 30 giugno - Giuseppe Bernardoni, ostacolista e velocista italiano (n. 1895)
- 30 giugno - Léon Daudet, scrittore e politico francese (n. 1867)
- 30 giugno - Umberto Gama, arbitro di calcio italiano (n. 1895)
- 30 giugno - William Henry Jackson, pittore e fotografo statunitense (n. 1843)
- 30 giugno - Františka Plamínková, politica e attivista ceca (n. 1875)

## Luglio(78)
- 1º luglio - Bolesław Wieniawa-Długoszowski, generale, diplomatico e poeta polacco (n. 1881)
- 2 luglio - Giuseppe Graziosi, scultore, pittore e grafico italiano (n. 1879)
- 2 luglio - Evgenij Petrovič Petrov, scrittore sovietico (n. 1903)
- 2 luglio - William Henry Reed, violinista, docente e compositore britannico (n. 1875)
- 2 luglio - Salvatore Zappalà, militare italiano (n. 1893)
- 3 luglio - Louis Franchet d'Espèrey, generale francese (n. 1856)
- 4 luglio - Germaine Berton, operaia, sindacalista e anarchica francese (n. 1902)
- 4 luglio - Józef Kowalski, presbitero polacco (n. 1911)
- 4 luglio - Valeriu Marcu, biografo e storico romeno (n. 1899)
- 5 luglio - Cesare Mori, militare, funzionario e poliziotto italiano (n. 1871)
- 5 luglio - Karin Swanström, attrice e regista svedese (n. 1873)
- 6 luglio - Gino Caccianiga, politico italiano (n. 1872)
- 6 luglio - Daniel Willard, manager statunitense (n. 1861)
- 7 luglio - Jean Assollant, militare e aviatore francese (n. 1905)
- 7 luglio - Thomas Xenakis, ginnasta greco (n. 1875)
- 7 luglio - William Henry Young, matematico britannico (n. 1863)
- 8 luglio - Joseph A. Golden, regista e sceneggiatore statunitense (n. 1897)
- 8 luglio - Francesco Pecchiari, militare e aviatore italiano (n. 1916)
- 8 luglio - Refik Saydam, politico turco (n. 1881)
- 9 luglio - Ferruccio Dardi, militare italiano (n. 1912)
- 9 luglio - Paolina Visintainer, religiosa e santa austriaca (n. 1865)
- 10 luglio - Franz Blei, saggista, drammaturgo e traduttore austriaco (n. 1871)
- 10 luglio - Charles Willy Kayser, attore e regista tedesco (n. 1881)
- 10 luglio - George Macdonogh, militare britannico (n. 1865)
- 11 luglio - Friedrich Adler, designer e artista tedesco (n. 1878)
- 12 luglio - René Allendy, psicoanalista e medico francese (n. 1889)
- 12 luglio - Julius von Bernuth, generale tedesco (n. 1897)
- 12 luglio - Oleksij Hordijovyč Jeremenko, politico e militare sovietico (n. 1906)
- 12 luglio - Aldo Quarantotti, militare e aviatore italiano (n. 1910)
- 12 luglio - Carlo Seganti, militare e aviatore italiano (n. 1917)
- 13 luglio - W. C. Robinson, attore statunitense (n. 1873)
- 13 luglio - Joaquín Sánchez de Toca Calvo, politico spagnolo (n. 1852)
- 14 luglio - Sébastien Faure, anarchico e pedagogista francese (n. 1858)
- 14 luglio - Luigi Fiorentini, militare italiano (n. 1893)
- 14 luglio - Primo Longobardo, militare e marinaio italiano (n. 1901)
- 14 luglio - Gennaro Maffettone, militare e marinaio italiano (n. 1918)
- 15 luglio - Charles-Eugène Guye, fisico svizzero (n. 1866)
- 15 luglio - Roberto Marcelino Ortiz, politico argentino (n. 1886)
- 17 luglio - Kruger Gavioli, militare italiano (n. 1915)
- 17 luglio - Mario Paolucci, militare italiano (n. 1908)
- 17 luglio - Mario Giovanni Spotti, militare italiano (n. 1902)
- 17 luglio - Gherardo Vaiarini, militare italiano (n. 1891)
- 17 luglio - Patrick Joseph Whitney, presbitero e missionario irlandese (n. 1894)
- 18 luglio - Wilhelm Kissel, ingegnere tedesco (n. 1885)
- 19 luglio - Eduard Dingeldey, politico e avvocato tedesco (n. 1886)
- 20 luglio - Francesco Campolongo, magistrato e politico italiano (n. 1861)
- 20 luglio - Germaine Dulac, regista e giornalista francese (n. 1882)
- 20 luglio - Maurice Klippel, neurologo, psichiatra e scrittore francese (n. 1858)
- 20 luglio - Julio Salvador Sagreras, chitarrista, compositore e insegnante argentino (n. 1879)
- 21 luglio - Giove Toppi, fumettista italiano (n. 1888)
- 22 luglio - Jules Verbecke, nuotatore e pallanuotista francese (n. 1879)
- 23 luglio - Louis Cartier, imprenditore, gioielliere e orologiaio francese (n. 1875)
- 23 luglio - Adam Czerniaków, politico e ingegnere polacco (n. 1880)
- 23 luglio - Valdemar Poulsen, ingegnere danese (n. 1869)
- 23 luglio - Edward Irenaeus Prime-Stevenson, scrittore e giornalista statunitense (n. 1858)
- 23 luglio - Bruno Tano, artista e pittore italiano (n. 1913)
- 23 luglio - Nikola Vapcarov, poeta bulgaro (n. 1909)
- 25 luglio - Gaetano Campanile Mancini, giornalista, sceneggiatore e regista italiano (n. 1868)
- 25 luglio - Fred Engelhardt, triplista e lunghista statunitense (n. 1879)
- 26 luglio - Roberto Arlt, scrittore, drammaturgo e giornalista argentino (n. 1900)
- 26 luglio - Tito Brandsma, religioso e presbitero olandese (n. 1881)
- 26 luglio - Georg Pick, matematico austriaco (n. 1859)
- 27 luglio - Hedwig Pringsheim, attrice tedesca (n. 1855)
- 27 luglio - Valentin Feldman, filosofo francese (n. 1909)
- 27 luglio - Furio Niclot Doglio, militare e aviatore italiano (n. 1908)
- 27 luglio - Karl Pärsimägi, pittore estone (n. 1902)
- 27 luglio - Antonio Sogliano, archeologo italiano (n. 1854)
- 27 luglio - André Zirnheld, militare francese (n. 1913)
- 28 luglio - Flinders Petrie, egittologo e archeologo britannico (n. 1853)
- 29 luglio - Wojciech Kossak, pittore polacco (n. 1856)
- 29 luglio - Nicolino Latella, calciatore italiano (n. 1902)
- 30 luglio - Johannes Aerts, missionario e vescovo cattolico olandese (n. 1880)
- 30 luglio - Jimmy Blanton, contrabbassista statunitense (n. 1918)
- 30 luglio - Leopoldo da Castelnuovo, presbitero croato (n. 1866)
- 30 luglio - Giovanni Sassi, calciatore italiano (n. 1889)
- 30 luglio - Renia Spiegel, scrittrice polacca (n. 1924)
- 31 luglio - Maria Anna di Braganza, duchessa (n. 1861)
- 31 luglio - Francis Younghusband, esploratore, giornalista e ufficiale inglese (n. 1863)

## Agosto(113)
- 1º agosto - Salvatore Denti Amari di Pirajno, ammiraglio, aviatore e politico italiano (n. 1875)
- 1º agosto - Gerhard Hirschfelder, presbitero tedesco (n. 1907)
- 1º agosto - Athos Maestri, aviatore italiano (n. 1913)
- 1º agosto - Herbert Selpin, regista e sceneggiatore tedesco (n. 1902)
- 1º agosto - Aleksy Sobaszek, religioso polacco (n. 1895)
- 2 agosto - Tat'jana Marinenko, partigiana sovietica (n. 1920)
- 3 agosto - Bruno Carloni, militare italiano (n. 1920)
- 3 agosto - James Cruze, regista, attore e produttore cinematografico statunitense (n. 1884)
- 3 agosto - Aldo Falchi, calciatore e militare italiano (n. 1889)
- 3 agosto - Guglielmo Ferrero, sociologo, storico e scrittore italiano (n. 1871)
- 3 agosto - Francesco Ghezzi, anarchico e sindacalista italiano (n. 1893)
- 3 agosto - William Hamilton, montatore e regista statunitense (n. 1893)
- 3 agosto - Berardino Leoni, militare italiano (n. 1919)
- 3 agosto - Richard Martin Willstätter, chimico tedesco (n. 1872)
- 4 agosto - Alberto Franchetti, compositore italiano (n. 1860)
- 4 agosto - Jeanette Loff, attrice e cantante statunitense (n. 1906)
- 5 agosto - Sidney Bracey, attore australiano (n. 1877)
- 5 agosto - Aminto Caretto, ufficiale italiano (n. 1893)
- 5 agosto - Julien Lootens, ciclista su strada e pistard belga (n. 1876)
- 6 agosto - Alfonso Castaldi, compositore e direttore d'orchestra rumeno (n. 1874)
- 6 agosto - Janusz Korczak, pedagogista, scrittore e medico polacco (n. 1878)
- 6 agosto - Stefania Wilczyńska, pedagoga e insegnante polacca (n. 1886)
- 7 agosto - Joseph Dempsey, canottiere statunitense (n. 1875)
- 7 agosto - Jack Dillon, pugile statunitense (n. 1891)
- 7 agosto - William Gott, generale britannico (n. 1897)
- 8 agosto - Mario Giaretto, militare italiano (n. 1913)
- 8 agosto - Enzo Michelini, militare italiano (n. 1917)
- 9 agosto - Oreste Franzi, imprenditore italiano (n. 1869)
- 9 agosto - Arnold Genthe, fotografo statunitense (n. 1869)
- 9 agosto - Edith Stein, monaca cristiana, filosofa e mistica tedesca (n. 1891)
- 9 agosto - Juan Subercaseaux Errázuriz, arcivescovo cattolico cileno (n. 1896)
- 9 agosto - Ilse Twardowski-Conrat, scultrice austriaca (n. 1880)
- 10 agosto - Albert Guillaume, pittore francese (n. 1873)
- 10 agosto - Bruno Zelik, attore e militare italiano (n. 1903)
- 11 agosto - Carolina Amari, educatrice e filantropa italiana (n. 1866)
- 12 agosto - Pasquale Amato, baritono italiano (n. 1878)
- 12 agosto - Gustaf Carlson, calciatore svedese (n. 1894)
- 12 agosto - Phillips Holmes, attore statunitense (n. 1907)
- 12 agosto - Sabina Nikolaevna Špil'rejn, psicoanalista russa (n. 1885)
- 12 agosto - Paul Stendel, ginnasta e multiplista statunitense (n. 1879)
- 12 agosto - Rudolf Hasse, pilota automobilistico tedesco (n. 1906)
- 13 agosto - Silvio Angelucci, militare e aviatore italiano (n. 1909)
- 13 agosto - Giovanni Aperlo, medico italiano (n. 1883)
- 13 agosto - Jack Brennan, calciatore inglese (n. 1891)
- 13 agosto - Franz Hänsel, allenatore di calcio e calciatore austriaco (n. 1897)
- 14 agosto - Natal'ja Kovšova, militare sovietica (n. 1920)
- 14 agosto - Marija Polivanova, militare sovietica (n. 1922)
- 14 agosto - Pier Giuseppe Scarpetta, militare e aviatore italiano (n. 1913)
- 14 agosto - Aleksej Alekseevič Troickij, compositore di scacchi russo (n. 1866)
- 15 agosto - Quintilio Perini, numismatico e storico italiano (n. 1865)
- 16 agosto - André Heuzé, regista, sceneggiatore e attore francese (n. 1880)
- 16 agosto - Misto Mame, partigiano albanese (n. 1921)
- 16 agosto - Franco Vellani Dionisi, militare e giornalista italiano (n. 1905)
- 17 agosto - Hermann Blumenthal, scultore tedesco (n. 1905)
- 17 agosto - Irène Némirovsky, scrittrice francese (n. 1903)
- 18 agosto - Rafaela Ottiano, attrice italiana (n. 1888)
- 18 agosto - Giuseppe Pucci di Benisichi, politico italiano (n. 1867)
- 18 agosto - Erwin Schulhoff, compositore e pianista cecoslovacco (n. 1894)
- 18 agosto - Allan Sears, attore statunitense (n. 1887)
- 19 agosto - Berthe Bénichou-Aboulker, scrittrice, drammaturga e poetessa algerina (n. 1886)
- 19 agosto - Émile François Fayolle, aviatore e militare francese (n. 1916)
- 19 agosto - Clemens von Franckenstein, compositore tedesco (n. 1875)
- 19 agosto - Harald Kaarman, calciatore estone (n. 1901)
- 19 agosto - Aldo Oviglio, politico italiano (n. 1873)
- 20 agosto - Eraldo Cabutto, militare italiano (n. 1919)
- 20 agosto - István Horthy, militare, aviatore e politico ungherese (n. 1904)
- 20 agosto - Georg Häfner, presbitero tedesco (n. 1900)
- 20 agosto - Carl Kaiserling, patologo tedesco (n. 1869)
- 20 agosto - Rudolf Spielmann, scacchista austriaco (n. 1883)
- 21 agosto - Harry King Goode, aviatore britannico (n. 1891)
- 21 agosto - Andrew Murray, I visconte Dunedin, politico e giudice scozzese (n. 1849)
- 21 agosto - Enrico Reggiani, militare italiano (n. 1909)
- 22 agosto - Diego De Minicis, scultore e pittore italiano (n. 1913)
- 22 agosto - Pietro Fasil, militare italiano (n. 1921)
- 22 agosto - Michel Fokine, ballerino e coreografo russo (n. 1880)
- 22 agosto - Louis Gauchat, linguista e filologo svizzero (n. 1866)
- 22 agosto - Hans Löhr, attore tedesco (n. 1922)
- 22 agosto - Murdock MacQuarrie, attore, regista e sceneggiatore statunitense (n. 1878)
- 22 agosto - Alice Duer Miller, scrittrice e poetessa statunitense (n. 1874)
- 23 agosto - Cesare De Fabritiis, militare italiano (n. 1918)
- 23 agosto - Lino Gucci, militare italiano (n. 1915)
- 23 agosto - Gustav-Adolf Riebel, generale tedesco (n. 1896)
- 23 agosto - Walter Serner, scrittore e saggista boemo (n. 1889)
- 23 agosto - Takeuchi Seihō, pittore giapponese (n. 1864)
- 24 agosto - Silvano Abbà, pentatleta e militare italiano (n. 1911)
- 24 agosto - Aldo Chiarini, militare italiano (n. 1915)
- 24 agosto - Miran Jarc, poeta e drammaturgo sloveno (n. 1900)
- 24 agosto - Alberto Litta Modignani, militare italiano (n. 1902)
- 26 agosto - Marian Bełc, militare e aviatore polacco (n. 1914)
- 26 agosto - Michele Boccassini, militare italiano (n. 1917)
- 26 agosto - Benito Albino Dalser, militare italiano (n. 1915)
- 26 agosto - Ferruccio Petracchi, militare italiano (n. 1915)
- 26 agosto - Cesare Reverdito, ufficiale italiano (n. 1915)
- 26 agosto - Jun'ichi Sasai, militare e aviatore giapponese (n. 1918)
- 27 agosto - Cesare Agostini, politico e psichiatra italiano (n. 1864)
- 27 agosto - Friedrich-Wilhelm von Chappuis, generale tedesco (n. 1886)
- 27 agosto - John Gottowt, attore, regista e sceneggiatore austriaco (n. 1881)
- 27 agosto - George Holley, calciatore inglese (n. 1885)
- 27 agosto - Essad Bey, scrittore azero (n. 1905)
- 27 agosto - Camillo Perini, aviatore austro-ungarico (n. 1887)
- 28 agosto - Quinto Ascione, militare italiano (n. 1919)
- 28 agosto - John Payne, calciatore inglese (n. 1899)
- 28 agosto - Belisario Porras Barahona, politico panamense (n. 1856)
- 29 agosto - Danail Nikolaev, generale bulgaro (n. 1852)
- 29 agosto - Sancja Szymkowiak, religiosa polacca (n. 1910)
- 29 agosto - Alfred Wallis, artista britannico (n. 1855)
- 30 agosto - Martin Kirschner, chirurgo tedesco (n. 1879)
- 30 agosto - Georges Schwob d'Héricourt, imprenditore francese (n. 1864)
- 30 agosto - Hugo von Steiner, violista e compositore austriaco (n. 1862)
- 30 agosto - Miguel White, ostacolista filippino (n. 1909)
- 31 agosto - Carlo Adamoli, aviatore, inventore e imprenditore italiano (n. 1894)
- 31 agosto - Georg von Bismarck, generale tedesco (n. 1891)
- 31 agosto - Georges Lakhovsky, ingegnere, inventore e pseudoscienziato russo (n. 1869)

## Settembre(57)
- 1º settembre - Giuseppe Baisi, militare italiano (n. 1914)
- 1º settembre - James Juvenal, canottiere statunitense (n. 1874)
- 2 settembre - Alfredo Ascoli, giurista italiano (n. 1863)
- 2 settembre - Giovanni Stassi, militare italiano (n. 1918)
- 3 settembre - Max Bodenstein, chimico e fisico tedesco (n. 1871)
- 3 settembre - Georg Hornstein, antifascista tedesco (n. 1900)
- 3 settembre - Domenico Jachino, militare italiano (n. 1909)
- 4 settembre - Sergio Bresciani, militare italiano (n. 1924)
- 4 settembre - Rubén Ruiz Ibárruri, militare spagnolo (n. 1920)
- 4 settembre - Arthur Preiss, calciatore austriaco (n. 1887)
- 4 settembre - J. Walter Ruben, sceneggiatore, regista e produttore cinematografico statunitense (n. 1899)
- 5 settembre - Mario Giuliano, militare e aviatore italiano (n. 1901)
- 5 settembre - Zsigmond Móricz, scrittore ungherese (n. 1879)
- 7 settembre - Westmoreland Davis, politico statunitense (n. 1859)
- 7 settembre - Bernard H. Hyman, produttore cinematografico statunitense (n. 1897)
- 8 settembre - Adam Bargielski, presbitero polacco (n. 1903)
- 8 settembre - Lilli Henoch, pesista, discobola e insegnante tedesca (n. 1899)
- 8 settembre - Vilém Loos, hockeista su ghiaccio e calciatore ceco (n. 1895)
- 10 settembre - Franz Künstler, politico e sindacalista tedesco (n. 1888)
- 10 settembre - Luigi Priveato, militare italiano (n. 1921)
- 10 settembre - Pavel Chomič, presbitero russo (n. 1883)
- 10 settembre - Antonio Vukasina, militare italiano (n. 1920)
- 11 settembre - Guido Agosti, militare italiano (n. 1893)
- 11 settembre - Adriano Cappelli, archivista, paleografo e storico italiano (n. 1859)
- 11 settembre - Vincenzo De Michiel, militare italiano (n. 1920)
- 12 settembre - Marion Dunlop, attivista e politica britannica (n. 1864)
- 12 settembre - Egisto Perino, generale e aviatore italiano (n. 1896)
- 13 settembre - Arthur Dorrell, calciatore e allenatore di calcio inglese (n. 1896)
- 13 settembre - Jack Parkinson, calciatore inglese (n. 1883)
- 14 settembre - Edgardo Ciani, matematico italiano (n. 1864)
- 15 settembre - Margaret Greville, filantropa britannica (n. 1863)
- 15 settembre - Paolo Emilio Pavolini, filologo e traduttore italiano (n. 1864)
- 15 settembre - Julius Spier, psicologo tedesco (n. 1887)
- 15 settembre - Gabriel Terra, avvocato e politico uruguaiano (n. 1873)
- 16 settembre - Carlo Bigatto, calciatore e allenatore di calcio italiano (n. 1895)
- 17 settembre - Cecilia Beaux, pittrice statunitense (n. 1855)
- 18 settembre - Ćiro Truhelka, archeologo croato (n. 1865)
- 19 settembre - Giuseppe Maina, calciatore italiano (n. 1908)
- 20 settembre - Elkan Bauer, compositore austriaco (n. 1852)
- 20 settembre - Walther von Lüttwitz, militare tedesco (n. 1859)
- 20 settembre - Heinrich Paal, calciatore estone (n. 1895)
- 20 settembre - Kārlis Ulmanis, politico lettone (n. 1877)
- 22 settembre - Giovanni Calabrò, militare italiano (n. 1906)
- 22 settembre - Dawid Rubinowicz, scrittore polacco (n. 1927)
- 23 settembre - Alfredo Carricaberry, calciatore argentino (n. 1900)
- 23 settembre - Pavel Davidovič Kogan, poeta russo (n. 1918)
- 23 settembre - Wilhelm Wandschneider, scultore tedesco (n. 1866)
- 25 settembre - Sulaiman Badrul Alam Shah di Terengganu, sovrano malese (n. 1895)
- 26 settembre - Argentina Altobelli, politica e sindacalista italiana (n. 1866)
- 26 settembre - Clemente Eghinlian, militare armeno (n. 1914)
- 28 settembre - René Blum, artista francese (n. 1878)
- 28 settembre - Otto Hasse, generale tedesco (n. 1871)
- 28 settembre - Wilhelm Traube, chimico tedesco (n. 1866)
- 29 settembre - Vilmos Aba Novák, pittore e incisore ungherese (n. 1894)
- 29 settembre - Zofia Poznańska, partigiana polacca (n. 1906)
- 30 settembre - Jacques-Émile Blanche, pittore e scrittore francese (n. 1861)
- 30 settembre - Hans-Joachim Marseille, aviatore tedesco (n. 1919)

## Ottobre(92)
- 1º ottobre - Ants Piip, politico, avvocato e diplomatico estone (n. 1884)
- 1º ottobre - Antoni Rewera, presbitero polacco (n. 1869)
- 1º ottobre - Heinz Wengler, ciclista su strada tedesco (n. 1912)
- 2 ottobre - Carl Alstrup, attore, regista e sceneggiatore danese (n. 1877)
- 2 ottobre - Livio Ceccotti, militare e aviatore italiano (n. 1914)
- 2 ottobre - Lotario Rangoni, pilota automobilistico e aviatore italiano (n. 1913)
- 3 ottobre - Willibald von Langermann und Erlencamp, generale tedesco (n. 1890)
- 3 ottobre - Ludwik Ćwikliński, filologo classico polacco (n. 1853)
- 4 ottobre - Raoul Caretti, politico italiano (n. 1859)
- 4 ottobre - William Humphrey, attore e regista statunitense (n. 1875)
- 5 ottobre - Giuseppe Cassioli, pittore e scultore italiano (n. 1865)
- 5 ottobre - Dorothea Klumpke, astronoma statunitense (n. 1861)
- 5 ottobre - Nikolaj Aleksandrovič Miljutin, politico, architetto e urbanista sovietico (n. 1889)
- 7 ottobre - Noël de Cleene, missionario e vescovo cattolico belga (n. 1870)
- 7 ottobre - Jack Greenwell, calciatore e allenatore di calcio inglese (n. 1884)
- 7 ottobre - Maria Antonina Kratochwil, religiosa polacca (n. 1881)
- 8 ottobre - Wilhelm Crönert, filologo classico e papirologo tedesco (n. 1874)
- 8 ottobre - Julien Depuychaffray, lottatore francese (n. 1907)
- 8 ottobre - Arturo Donaggio, psichiatra italiano (n. 1868)
- 8 ottobre - Alberto Fassini, imprenditore, politico e produttore cinematografico italiano (n. 1875)
- 8 ottobre - Sergej Alekseevič Čaplygin, fisico, matematico e ingegnere sovietico (n. 1869)
- 9 ottobre - Símun av Skarði, poeta, politico e insegnante faroese (n. 1872)
- 10 ottobre - Vojo Kushi, partigiano e militare albanese (n. 1918)
- 10 ottobre - Beatriz Michelena, attrice, soprano e produttrice cinematografica statunitense (n. 1890)
- 10 ottobre - Giulio Cesare Tassoni, generale e politico italiano (n. 1859)
- 10 ottobre - Terézia Vansová, scrittrice, etnografa e traduttrice slovacca (n. 1857)
- 11 ottobre - Lorenzo Bardelli, oculista e politico italiano (n. 1869)
- 11 ottobre - Leonid Vladimirovič Nikolaev, pianista, compositore e docente sovietico (n. 1878)
- 11 ottobre - Augusta Rasponi del Sale, artista italiana (n. 1864)
- 12 ottobre - Aritomo Gotō, ammiraglio giapponese (n. 1888)
- 12 ottobre - Roman Sitko, presbitero polacco (n. 1880)
- 13 ottobre - Henry Haslam, calciatore britannico (n. 1879)
- 13 ottobre - Marko Natlačen, politico e avvocato jugoslavo (n. 1886)
- 14 ottobre - Andrea Ferretto, compositore e inventore italiano (n. 1864)
- 14 ottobre - Cosmo Hamilton, commediografo e scrittore britannico (n. 1870)
- 14 ottobre - Guido Visconti di Modrone, II duca di Grazzano Visconti, nobile e militare italiano (n. 1901)
- 15 ottobre - John Sieg, giornalista tedesco (n. 1903)
- 15 ottobre - Marie Tempest, soprano e attrice inglese (n. 1864)
- 17 ottobre - Sebastião Leme da Silveira Cintra, cardinale e arcivescovo cattolico brasiliano (n. 1882)
- 17 ottobre - Frank Jonasson, attore statunitense (n. 1878)
- 18 ottobre - Federico Ferrari-Orsi, generale e calciatore italiano (n. 1886)
- 18 ottobre - Louis Germain, zoologo francese (n. 1878)
- 18 ottobre - Michail Vasil'evič Nesterov, pittore russo (n. 1862)
- 19 ottobre - Sergio Vescovo, militare italiano (n. 1921)
- 20 ottobre - May Robson, attrice statunitense (n. 1858)
- 20 ottobre - Frederick Stock, direttore d'orchestra e compositore tedesco (n. 1872)
- 21 ottobre - Ezio Bevilacqua, aviatore e militare italiano (n. 1917)
- 21 ottobre - Charles Dorian, regista e attore statunitense (n. 1891)
- 21 ottobre - William Fitzgerald, chirurgo statunitense (n. 1872)
- 21 ottobre - John Joachim, canottiere statunitense (n. 1874)
- 21 ottobre - Toshio Ōta, aviatore giapponese (n. 1919)
- 22 ottobre - Staf De Clercq, militare e politico belga (n. 1884)
- 22 ottobre - Peppino Villani, cantante e attore teatrale italiano (n. 1877)
- 23 ottobre - Orazio Cipriani, giornalista e banchiere italiano (n. 1875)
- 23 ottobre - Ralph Rainger, compositore e pianista statunitense (n. 1901)
- 23 ottobre - Antonio Trevigni, aviatore e militare italiano (n. 1917)
- 24 ottobre - Dimitri Amilakhvari, militare georgiano (n. 1906)
- 24 ottobre - Giovanni Gambaudo, militare italiano (n. 1915)
- 24 ottobre - Marco Gola, militare italiano (n. 1914)
- 24 ottobre - Jiří Jesenský, schermidore cecoslovacco (n. 1905)
- 24 ottobre - Carlo Magno Magni, calciatore, arbitro di calcio e giornalista italiano (n. 1883)
- 24 ottobre - Carlo Marescotti Ruspoli, militare italiano (n. 1892)
- 24 ottobre - Giustiniano Marucco, calciatore italiano (n. 1899)
- 24 ottobre - James C. Morton, attore statunitense (n. 1884)
- 24 ottobre - Dario Pirlone, militare italiano (n. 1914)
- 24 ottobre - Georg Stumme, generale tedesco (n. 1886)
- 25 ottobre - Roberto Bandini, militare italiano (n. 1917)
- 25 ottobre - Guido Bustico, pedagogista e storico italiano (n. 1876)
- 25 ottobre - Gerardo Lustrissimi, militare italiano (n. 1918)
- 25 ottobre - Ubaldo Oppi, pittore italiano (n. 1889)
- 25 ottobre - Vittorio Piccinini, militare italiano (n. 1914)
- 26 ottobre - Alfredo Capece Minutolo di Bugnano, politico italiano (n. 1871)
- 26 ottobre - Tom Coe, pallanuotista britannico (n. 1873)
- 26 ottobre - Pietro Milano Franco d'Aragona, magistrato e politico italiano (n. 1853)
- 26 ottobre - Shigeharu Murata, aviatore e militare giapponese (n. 1909)
- 26 ottobre - Dario Ponzecchi, militare italiano (n. 1914)
- 26 ottobre - Costantino Ruspoli, militare italiano (n. 1891)
- 27 ottobre - Del Andrews, regista, sceneggiatore e montatore statunitense (n. 1894)
- 27 ottobre - Helmuth Hübener, tedesco (n. 1925)
- 27 ottobre - Lenny Sachs, allenatore di pallacanestro e giocatore di football americano statunitense (n. 1897)
- 27 ottobre - Gastone Simoni, militare italiano (n. 1917)
- 28 ottobre - August Deusser, pittore tedesco (n. 1870)
- 28 ottobre - Axel von Freytagh-Loringhoven, politico tedesco (n. 1878)
- 28 ottobre - Vincenzo Mazzenga, politico e agronomo italiano (n. 1865)
- 29 ottobre - Giacomo Cesaroni, militare italiano (n. 1921)
- 29 ottobre - Giovanni Battista Rosa, arcivescovo cattolico italiano (n. 1867)
- 29 ottobre - Anna Antoinette Weber-van Bosse, botanica olandese (n. 1852)
- 30 ottobre - Walter Buckmaster, giocatore di polo inglese (n. 1872)
- 30 ottobre - Norbert Čapek, missionario ceco (n. 1870)
- 31 ottobre - Emilio Caldara, politico italiano (n. 1868)
- 31 ottobre - Claude Ashton, calciatore inglese (n. 1901)
- 31 ottobre - Elisar von Kupffer, pittore, poeta e storico estone (n. 1872)

## Novembre(78)
- 1º novembre - Hugo Distler, organista e compositore tedesco (n. 1908)
- 2 novembre - John Eldridge, Jr., militare statunitense (n. 1903)
- 2 novembre - Hakushū Kitahara, poeta giapponese (n. 1885)
- 3 novembre - Enrique Estrada, generale e politico messicano (n. 1890)
- 3 novembre - Carl Sternheim, drammaturgo e scrittore tedesco (n. 1878)
- 4 novembre - Antonio Andriolo, militare italiano (n. 1914)
- 4 novembre - Pietro Bruno, militare italiano (n. 1920)
- 4 novembre - Giuseppe Cappelletto, militare italiano (n. 1920)
- 4 novembre - Ugo Conti Sinibaldi, giurista e politico italiano (n. 1864)
- 4 novembre - Pranas Dovydaitis, politico lituano (n. 1886)
- 5 novembre - George M. Cohan, attore, scrittore e produttore teatrale statunitense (n. 1878)
- 5 novembre - Oscar Geier, bobbista svizzero (n. 1882)
- 5 novembre - Kiyoura Keigo, politico giapponese (n. 1850)
- 5 novembre - Luigi Arbib Pascucci, militare italiano (n. 1909)
- 6 novembre - Edward Augustus Arnold, editore britannico (n. 1857)
- 6 novembre - Georg Buschan, etnologo tedesco (n. 1863)
- 6 novembre - Louise Stichel, ballerina e coreografa italiana (n. 1856)
- 8 novembre - Angelo Gandolfi, attore italiano (n. 1886)
- 8 novembre - Ėdvard Puchal'skij, regista cinematografico russo (n. 1874)
- 9 novembre - Pëtr Barbašëv, militare sovietico (n. 1919)
- 9 novembre - Ernest Chuard, politico svizzero (n. 1857)
- 9 novembre - Eddie Leonski, militare e serial killer statunitense (n. 1917)
- 9 novembre - Federico Millosevich, mineralogista e politico italiano (n. 1875)
- 9 novembre - Edna May Oliver, attrice statunitense (n. 1883)
- 9 novembre - Henio Zytomirski, polacco (n. 1933)
- 10 novembre - Angiolo D'Andrea, pittore e illustratore italiano (n. 1880)
- 11 novembre - Vincenzo Romeo, scultore italiano (n. 1878)
- 12 novembre - Laura Hope Crews, attrice statunitense (n. 1879)
- 12 novembre - Pëtr Grigor'ev, calciatore sovietico (n. 1899)
- 12 novembre - Philadelphia Jack O'Brien, pugile statunitense (n. 1878)
- 12 novembre - Elmer Niklander, discobolo e pesista finlandese (n. 1890)
- 12 novembre - Masaharu Suganami, aviatore giapponese
- 13 novembre - Daniel Callaghan, ammiraglio statunitense (n. 1890)
- 13 novembre - Robert Remak, matematico tedesco (n. 1888)
- 13 novembre - Anna Eugénie Schoen-René, soprano e docente tedesca (n. 1864)
- 13 novembre - Norman Scott, ammiraglio statunitense (n. 1889)
- 13 novembre - Erwin Stührk, calciatore tedesco (n. 1910)
- 13 novembre - Mario Trabucchi, militare e aviatore italiano (n. 1908)
- 14 novembre - Franco Mazzotti, pilota automobilistico, aviatore e nobile italiano (n. 1904)
- 15 novembre - Sidney Fox, attrice statunitense (n. 1907)
- 15 novembre - Annemarie Schwarzenbach, scrittrice, fotografa e giornalista svizzera (n. 1908)
- 15 novembre - Erik Severin, giocatore di curling svedese (n. 1879)
- 15 novembre - Enrico XXXIII di Reuss-Köstritz, nobile tedesco (n. 1879)
- 16 novembre - Joseph Schmidt, tenore e attore austro-ungarico (n. 1904)
- 17 novembre - Max Herrmann, storico tedesco (n. 1865)
- 17 novembre - Nikolaj Nikolaevič Rjumin, scacchista sovietico (n. 1908)
- 19 novembre - John Mulcahy, canottiere statunitense (n. 1876)
- 19 novembre - Bruno Schulz, scrittore e disegnatore polacco (n. 1892)
- 20 novembre - Emma Meissner, soprano e attrice svedese (n. 1866)
- 21 novembre - Luigi Antonelli, drammaturgo italiano (n. 1877)
- 21 novembre - Leopold Berchtold, politico austriaco (n. 1863)
- 21 novembre - Clementina Gilly, scrittrice, poetessa e traduttrice svizzera (n. 1858)
- 21 novembre - James Barry Munnik Hertzog, generale e politico sudafricano (n. 1866)
- 21 novembre - Einar Lönnberg, zoologo svedese (n. 1865)
- 21 novembre - Luigi Marini, tenore italiano (n. 1884)
- 22 novembre - Philippe Le Hardy de Beaulieu, schermidore belga (n. 1887)
- 23 novembre - Rosolino Montano, calciatore italiano (n. 1896)
- 23 novembre - Giovanni Oberti, vescovo cattolico italiano (n. 1862)
- 23 novembre - Stanisław Saks, matematico polacco (n. 1897)
- 23 novembre - Giovanni Tamburini, organaro italiano (n. 1857)
- 23 novembre - Stanisław Zaremba, matematico polacco (n. 1863)
- 24 novembre - Giovanni Bertacchi, poeta, critico letterario e italianista italiano (n. 1869)
- 24 novembre - Ezio Varisco, cestista italiano (n. 1914)
- 25 novembre - Jack Barty, attore britannico (n. 1888)
- 25 novembre - Mihail Dragomirescu, critico letterario rumeno (n. 1868)
- 26 novembre - Francesco Agello, militare e aviatore italiano (n. 1902)
- 26 novembre - Sergio Guidorzi, aviatore italiano (n. 1912)
- 26 novembre - Guido Masiero, ufficiale e aviatore italiano (n. 1895)
- 27 novembre - Hermann August Theodor Harms, botanico tedesco (n. 1870)
- 27 novembre - Bronislao Kostkowski, religioso polacco (n. 1915)
- 27 novembre - Michail Andreevič Osorgin, scrittore, giornalista e saggista russo (n. 1878)
- 27 novembre - Giuseppe Tarditi, generale italiano (n. 1865)
- 28 novembre - Carmelo Borg Pisani, militare maltese (n. 1914)
- 28 novembre - Giovanni Ellero, etnologo italiano (n. 1910)
- 28 novembre - Francesco Maiore, militare e aviatore italiano (n. 1921)
- 29 novembre - Rawdon Middleton, militare e aviatore australiano (n. 1916)
- 29 novembre - Károly Zipernowsky, ingegnere ungherese (n. 1853)
- 30 novembre - Buck Jones, attore statunitense (n. 1891)

## Dicembre(127)
- 1º dicembre - Italo Josz, pittore e violinista italiano (n. 1878)
- 1º dicembre - Ruth Maier, austriaca (n. 1920)
- 1º dicembre - Giuseppe Oblach, militare e aviatore italiano (n. 1916)
- 2 dicembre - Ener Bettica, militare italiano (n. 1907)
- 2 dicembre - Léon Carré, pittore e illustratore francese (n. 1878)
- 2 dicembre - Antonio Vellere, aviatore e militare italiano (n. 1913)
- 3 dicembre - Giovanni Battista Barinetti, avvocato e politico italiano (n. 1849)
- 3 dicembre - Wilhelm Peterson-Berger, compositore, critico musicale e musicologo svedese (n. 1867)
- 3 dicembre - Anton Ujváry, calciatore slovacco (n. 1913)
- 4 dicembre - Juhan Kukk, politico e economista estone (n. 1885)
- 4 dicembre - Evgenij Kuzmič Lazarev, militare sovietico (n. 1918)
- 4 dicembre - Fritz Löhner-Beda, librettista e scrittore austriaco (n. 1883)
- 5 dicembre - Richard Tucker, attore statunitense (n. 1884)
- 6 dicembre - Amos Rusie, giocatore di baseball statunitense (n. 1871)
- 7 dicembre - Giuseppe Appiani, chimico e ingegnere italiano (n. 1863)
- 7 dicembre - Hubert Gercke, generale tedesco (n. 1881)
- 7 dicembre - Orland Steen Loomis, avvocato e politico statunitense (n. 1893)
- 7 dicembre - Teodoro Mayer, giornalista, politico e banchiere italiano (n. 1860)
- 7 dicembre - Frederick Riley, calciatore inglese (n. 1912)
- 8 dicembre - Cesare Formilli, pittore e illustratore italiano (n. 1860)
- 8 dicembre - Albert Kahn, architetto statunitense (n. 1869)
- 8 dicembre - Giovanni Magro, militare italiano (n. 1916)
- 8 dicembre - Alexander Nikolsky, zoologo russo (n. 1858)
- 8 dicembre - Salvatore Renda, avvocato e politico italiano (n. 1867)
- 8 dicembre - Licio Visintini, militare italiano (n. 1915)
- 8 dicembre - Eitel Federico di Prussia, nobile tedesco (n. 1883)
- 9 dicembre - Oskari Mantere, politico finlandese (n. 1874)
- 9 dicembre - Francesco Pardi, medico e politico italiano (n. 1869)
- 9 dicembre - Angelo Zanelli, scultore italiano (n. 1879)
- 11 dicembre - Giovanni Amarena, militare italiano (n. 1919)
- 11 dicembre - Guido Cencetti, ufficiale italiano (n. 1913)
- 11 dicembre - Jochen Klepper, poeta, scrittore e giornalista tedesco (n. 1903)
- 11 dicembre - Karl Lund, ginnasta finlandese (n. 1888)
- 11 dicembre - Ugo Parodi di Belsito, militare e politico italiano (n. 1878)
- 11 dicembre - Emil Georg von Stauß, banchiere tedesco (n. 1877)
- 11 dicembre - Armando Tortini, militare italiano (n. 1921)
- 11 dicembre - Séraphine de Senlis, pittrice francese (n. 1864)
- 12 dicembre - Augustin-Marie Tardieu, vescovo cattolico e missionario francese (n. 1872)
- 12 dicembre - Helen Westley, attrice statunitense (n. 1875)
- 13 dicembre - Adolphe Grisel, velocista, discobolo e lunghista francese (n. 1872)
- 13 dicembre - Włodzimierz Ledóchowski, gesuita polacco (n. 1866)
- 14 dicembre - Ignazio Lupi, attore italiano (n. 1867)
- 14 dicembre - Adelina Drysdale Munro, principessa italiana (n. 1896)
- 14 dicembre - Ture Ödlund, giocatore di curling svedese (n. 1894)
- 14 dicembre - Salvatore Todaro, militare italiano (n. 1908)
- 14 dicembre - Hubert Work, politico statunitense (n. 1860)
- 14 dicembre - Alfredo Zambrini, militare e marinaio italiano (n. 1918)
- 15 dicembre - Gaetano Arezzo della Targia, militare italiano (n. 1911)
- 15 dicembre - Giacomo Comincioli, militare italiano (n. 1891)
- 15 dicembre - Faik Konica, scrittore albanese (n. 1875)
- 15 dicembre - Vincenzo Vitale, militare italiano (n. 1913)
- 16 dicembre - Richard Breitenfeld, baritono tedesco (n. 1869)
- 16 dicembre - Luigi Laviano, militare italiano (n. 1911)
- 16 dicembre - Selma Meerbaum-Eisinger, poetessa tedesca (n. 1924)
- 16 dicembre - Alberto Rossi, militare italiano (n. 1915)
- 16 dicembre - Felice Stroppiana, militare italiano (n. 1915)
- 17 dicembre - Franco Brambilla, attore italiano (n. 1922)
- 17 dicembre - Ignazio Castrogiovanni, militare e marinaio italiano (n. 1896)
- 17 dicembre - Roberto Cherubin, militare italiano (n. 1910)
- 17 dicembre - Luigi Leone, calciatore italiano (n. 1911)
- 17 dicembre - Jules-Alexis Muenier, pittore e fotografo francese (n. 1863)
- 17 dicembre - Bruce Smith, attore statunitense (n. 1880)
- 18 dicembre - Lorenzo Delponte, vescovo cattolico italiano (n. 1865)
- 18 dicembre - Marcello Santasilia, militare italiano (n. 1911)
- 19 dicembre - Angelo Bacigalupi, politico e antifascista italiano (n. 1882)
- 19 dicembre - Pietro Donato, militare italiano (n. 1921)
- 19 dicembre - Bogumiła Noiszewska, religiosa polacca (n. 1885)
- 19 dicembre - Daniel Hermanus Pienaar, generale sudafricano (n. 1893)
- 19 dicembre - Maria Marta di Gesù Wołowska, religiosa polacca (n. 1879)
- 20 dicembre - Pierre Abattucci, pittore belga (n. 1871)
- 20 dicembre - Alceste Della Seta, politico, avvocato e giornalista italiano (n. 1873)
- 20 dicembre - Jean Gilbert, compositore tedesco (n. 1879)
- 20 dicembre - Camillo Marinone, cestista italiano (n. 1909)
- 20 dicembre - Alberto Salucci, magistrato e politico italiano (n. 1864)
- 21 dicembre - Franz Boas, antropologo tedesco (n. 1858)
- 21 dicembre - Christian Morville, calciatore danese (n. 1891)
- 21 dicembre - Heinz von Randow, generale tedesco (n. 1890)
- 22 dicembre - Stefano Cattaffi, militare italiano (n. 1917)
- 22 dicembre - Hans Coppi, antifascista tedesco (n. 1916)
- 22 dicembre - John Graudenz, giornalista tedesco (n. 1884)
- 22 dicembre - Arvid Harnack, economista, giurista e antifascista tedesco (n. 1901)
- 22 dicembre - Horst Heilmann, militare tedesco (n. 1923)
- 22 dicembre - Herbert Leupold, fondista e sciatore di pattuglia militare tedesco (n. 1908)
- 22 dicembre - Giuseppe Mazzocca, militare italiano (n. 1922)
- 22 dicembre - Giuseppe Plado Mosca, militare italiano (n. 1918)
- 22 dicembre - Enrico Rebeggiani, militare italiano (n. 1916)
- 22 dicembre - Harro Schulze-Boysen, antifascista e ufficiale tedesco (n. 1909)
- 22 dicembre - Libertas Schulze-Boysen, attivista tedesca (n. 1913)
- 22 dicembre - Elisabeth Schumacher, artista tedesca (n. 1904)
- 22 dicembre - Kurt Schumacher, scultore tedesco (n. 1905)
- 22 dicembre - Ilse Stöbe, giornalista e antifascista tedesca (n. 1911)
- 22 dicembre - Rudolf von Scheliha, militare e diplomatico tedesco (n. 1897)
- 23 dicembre - Konstantin Dmitrievič Bal'mont, poeta russo (n. 1867)
- 24 dicembre - Bruno Camandone, militare italiano (n. 1915)
- 24 dicembre - François Darlan, ammiraglio e politico francese (n. 1881)
- 24 dicembre - Corrado De Cenzo, attore italiano (n. 1897)
- 24 dicembre - Fausto Gamba, militare italiano (n. 1917)
- 24 dicembre - Ciro Menotti, militare italiano (n. 1919)
- 24 dicembre - Plinio Trovatelli, politico italiano (n. 1886)
- 25 dicembre - Gino Campomizzi, militare italiano (n. 1917)
- 25 dicembre - Aurel Stodola, ingegnere, fisico e inventore slovacco (n. 1859)
- 26 dicembre - Frederic Storck, scultore romeno (n. 1872)
- 26 dicembre - René Weil, militare e aviatore francese (n. 1917)
- 27 dicembre - Jan Ankerman, hockeista su prato olandese (n. 1906)
- 27 dicembre - Reginald Blomfield, architetto e docente inglese (n. 1856)
- 27 dicembre - Heinrich Gomperz, filosofo austriaco (n. 1873)
- 27 dicembre - William Morgan, docente e inventore statunitense (n. 1870)
- 27 dicembre - Nicola Porcelli, militare italiano (n. 1911)
- 28 dicembre - Sabato De Vita, militare italiano (n. 1901)
- 28 dicembre - Alfred Flatow, ginnasta tedesco (n. 1869)
- 28 dicembre - Ahmet İhsan Tokgöz, giornalista turco (n. 1868)
- 28 dicembre - Wacław Makowski, politico e giurista polacco (n. 1880)
- 28 dicembre - Fortunato Tami, pittore e incisore italiano (n. 1875)
- 28 dicembre - Alfonso Valerio, avvocato e politico italiano (n. 1852)
- 29 dicembre - Federico Bocchetti, militare italiano (n. 1887)
- 29 dicembre - Heinz Körvers, pallamanista tedesco (n. 1915)
- 29 dicembre - Enrico Pezzi, aviatore e generale italiano (n. 1897)
- 30 dicembre - Giovanni Bortolotto, militare italiano (n. 1918)
- 30 dicembre - Cyril Gardner, attore, montatore e regista francese (n. 1898)
- 30 dicembre - Carletto Gavoglio, militare italiano (n. 1916)
- 30 dicembre - Nevile Henderson, diplomatico e ambasciatore britannico (n. 1882)
- 30 dicembre - Vittorio Heusch, militare italiano (n. 1919)
- 30 dicembre - Valter Neeris, calciatore estone (n. 1915)
- 30 dicembre - Ugo Piccinini, militare italiano (n. 1920)
- 31 dicembre - Angelo Gabrieli, militare italiano (n. 1914)
- 31 dicembre - Uberto Palmarini, attore italiano (n. 1881)
- 31 dicembre - Ivan Čuvelev, attore sovietico (n. 1897)

## Senza giorno specificato(96)
- Léon Abric, drammaturgo e scrittore francese (n. 1869)
- David Ananun, giornalista, storico e politico armeno (n. 1879)
- Ivan Arkadin, attore russo (n. 1878)
- Ernst Arndt, attore tedesco (n. 1861)
- Hans Behrendt, sceneggiatore, attore e regista tedesco (n. 1889)
- Angelo Bendinelli, tenore italiano (n. 1876)
- Georges Benoît, direttore della fotografia, attore e regista francese (n. 1883)
- Arnaldo Benvenuti, musicista e compositore italiano (n. 1912)
- Jules-Gustave Besson, pittore francese (n. 1868)
- Grigorij Mihajlovič Bobrovskij, pittore sovietico (n. 1873)
- Raffaele Borea Ricci d'Olmo, ammiraglio italiano (n. 1857)
- Guido Bortolotto, avvocato italiano (n. 1879)
- Jules Brunfaut, architetto e ingegnere belga (n. 1852)
- Antoine Calbet, pittore e litografo francese (n. 1860)
- André Calmettes, attore e regista francese (n. 1861)
- Carlo Adolfo Cantù, compositore italiano (n. 1875)
- Filandro Castellani, scultore italiano (n. 1887)
- Cesare Colucci, psicologo italiano (n. 1865)
- Pasquale De Lorentiis, paleontologo e speleologo italiano (n. 1869)
- Vincenzo De Stefano, pittore italiano (n. 1861)
- Enrico Del Lungo, militare italiano (n. 1868)
- Giuseppe Depanis, avvocato e critico musicale italiano (n. 1853)
- Arnold Deutsch, agente segreto sovietico (n. 1903)
- Elisabeth Dons, mezzosoprano e soprano danese (n. 1864)
- Edmund Menachem Eisler, scrittore e giornalista slovacco (n. 1850)
- Rupert England, militare e esploratore britannico (n. 1878)
- Antonio Feltrinelli, imprenditore italiano (n. 1887)
- Sergej Pavlovič Filippov, calciatore russo (n. 1893)
- Łucja Frey, neurologa e medico polacca (n. 1889)
- Linda Gazzera, sensitiva italiana (n. 1890)
- Rodrig Goliescu, inventore e militare romeno (n. 1882)
- Bento António Gonçalves, politico portoghese (n. 1902)
- Kurt Grelling, logico e filosofo tedesco (n. 1886)
- Christina Grigor'evna Grinberg, rivoluzionaria russa (n. 1857)
- Heinz Heigl, schermidore tedesco (n. 1901)
- Karl-Richard Idlane, calciatore estone (n. 1910)
- Ėduard Jul'evič Ioganson, regista cinematografico sovietico (n. 1894)
- Michail Jakovlev, calciatore russo (n. 1893)
- Danny Kaden, regista, attore e sceneggiatore polacco (n. 1884)
- Friedrich Klose, compositore tedesco (n. 1862)
- Zdeněk Kummermann, calciatore cecoslovacco (n. 1903)
- Albert Kusnets, lottatore estone (n. 1902)
- Erwin König, militare tedesco
- Käthe Leichter, economista, attivista e politica austriaca (n. 1895)
- Gheorghe Leonida, scultore rumeno (n. 1892)
- Giovan Battista Longanesi-Cattani, scultore, pittore e illustratore italiano (n. 1865)
- Iōannīs Malokinīs, nuotatore greco (n. 1880)
- Alessandro Maragliano, poeta e linguista italiano (n. 1850)
- Pio Marchi, calciatore italiano (n. 1895)
- Vladimir Markov, calciatore russo (n. 1889)
- James McEwen, calciatore e allenatore di calcio inglese (n. 1872)
- Arthur Michael, chimico statunitense (n. 1853)
- Henry Alexander Miers, mineralogista britannico (n. 1858)
- Harold Robert Millar, illustratore, disegnatore e fumettista scozzese (n. 1869)
- Vladimir Mišin, calciatore russo (n. 1888)
- Roberto Montessori, giurista italiano (n. 1878)
- Nampeyo, artista nativa americana (n. 1859)
- Camillo Nessi, scrittore italiano (n. 1899)
- Vasilij Vasil'evic Nikitin, mineralogista russo (n. 1867)
- Umberto Ongania, pittore italiano (n. 1867)
- Harry Oppenheim, calciatore e allenatore di calcio austriaco (n. 1889)
- Geōrgios Orfanidīs, tiratore a segno greco (n. 1859)
- Laura Pasini, soprano italiano (n. 1894)
- Romeo Pazzini, scultore, pittore e ceramista italiano (n. 1855)
- Pradis Pedaggi, militare italiano (n. 1921)
- Diego Petriccione, commediografo, giornalista e critico musicale italiano (n. 1867)
- Aleksandr Aleksandrovič Petrov, calciatore russo (n. 1893)
- Gyula Prassler, calciatore rumeno (n. 1916)
- Il'ja Leont'evič Rabinovič, scacchista russo (n. 1891)
- Romea Ravazzi, pittrice italiana (n. 1870)
- Lauri Kristian Relander, politico e agronomo finlandese (n. 1883)
- Milan Rešetar, slavista jugoslavo (n. 1860)
- Ernesto Rigamonti, pittore italiano (n. 1864)
- Fëdor Rimša, calciatore russo (n. 1891)
- Arturo Rocco, giurista italiano (n. 1876)
- Enrico Rostagno, filologo classico e latinista italiano (n. 1860)
- Alfredo Sandulli, avvocato, politico e giurista italiano (n. 1869)
- David Solomon Sassoon, antiquario e filantropo britannico (n. 1880)
- Henny Schermann, tedesca (n. 1912)
- Ferdinand Seidl, naturalista e geografo sloveno (n. 1856)
- Frederick Shaw, militare e politico britannico (n. 1861)
- Evgenij Nikolaevič Somov, compositore di scacchi russo (n. 1910)
- Pëtr Sorokin, calciatore russo (n. 1889)
- Mark Swan, commediografo e sceneggiatore statunitense (n. 1871)
- Alessandro Salimbeni, medico, immunologo e batteriologo italiano (n. 1867)
- Vedat Tek, architetto turco (n. 1873)
- Arkadij Tjapkin, calciatore russo (n. 1895)
- Aleksej Uverskij, calciatore russo (n. 1886)
- Amelia Van Buren, fotografa statunitense
- Oton Vinski, banchiere croato (n. 1877)
- Lidia Zamenhof, esperantista e traduttrice polacca (n. 1904)
- Zofia Zamenhof, esperantista e pediatra polacca (n. 1889)
- Pietro Zanfrognini, poeta, filosofo e pittore italiano (n. 1885)
- Domenico Genoese Zerbi, ingegnere italiano (n. 1882)
- Carl Ernst von Stetten, pittore tedesco (n. 1857)
- Henryka Łazowertówna, poetessa e scrittrice polacca (n. 1909)